# Hortipes hastatus
Hortipes hastatus là một loài nhện trong họ Corinnidae.
Loài này thuộc chi Hortipes. Hortipes hastatus được miêu tả năm 2000 bởi Bosselaers & Rudy Jocqué.